# Sandra Farmerová-Patricková
Sandra Marie Farmerová-Patricková, rozená Millerová (* 18. srpna 1962 Kingston), je bývalá atletka narozená na Jamajce, která reprezentovala Spojené státy americké a startovala hlavně na 400 metrů překážek. Získala stříbrné medaile na letních olympijských hrách 1992 v Barceloně a na mistrovství světa 1993 ve Stuttgartu. Její nejlepší čas je 52,79 sekund (1993), je bývalý rekord USA.